# Parió la Choca
Parió la Choca es una banda argentina de rock latino surgida en Maipú (Mendoza) en 1993. Sus letras reflejan un alto sentido de pertenencia regionalista y su música presenta influencias muy variadas. De la primera formación solo queda Luis "Pepe" Cambría (voz). El debut oficial fue en la capital mendocina, el 27 de junio de 1993. El grupo ha incursionado en estilos como la salsa, el ska, la murga, el reggae, el candombe y el punk.

## Formación
- Marcos Burattini: saxo
- Juan Pablo Bruno: saxo
- Guillermo Becerra: bajo
- Hernán Pezzutti: percusión
- Cristian Antchagno: trompeta
- Eduardo "Alfajor" Castro: batería
- Marcelo "Bicho" Camarda: guitarra
- Juan Franco "Bone" Schiavone: guitarra
- Luis "Pepe" Cambria: voz

## Exintegrantes
- Juan Emilio Cucchiarelli: teclados
- Gabriel Nuñez: teclado
- Alejandro Alfaro. percusión
- Germán Castillo: percusión
- Matias Garcia: percusión
- Oscar Reta: percusión
- Matías Jodar: teclados
- Gabriel "Pimpi" Mallea: guitarra
- Eduardo Alfredo Pinto (fallecido): bajo y percusión (también formó parte de Markama)
- Federico Zuin: bajo
- Fabio Nelson Cabrera : Bajo
- Esteban Escobar: trompeta
- Sandro Feriozzi: Bajo

## Discografía
- Raggapunkyskalatino (1998)
- Sangre y sudor (2004)
- Mártires del vino (2008)
- Crónicas del Hombre Helicóptero (2014)
- Máquina del Tiempo (2016)